# Dere Street
Dere Street nebo Deere Street je moderní označení starověké římské silnice, která vedla na sever od města Eboracum (York), přes pevnosti a města Isurium, Cataractonium, Morbium, Vinovium, Longovicium, Vindomora, Coria, Hunnum, Habitancum, Bremenium, Trimontium, Inveresk a Cramond do Veluniate, tedy přes Hadriánův val do území, které se v moderní době nazývá Skotsko, a pokračovala přinejmenším až po val Antoninův. Svého času končila až v Cramondu u Firth of Forth.

## Starověk
Je to jedna ze dvou hlavních cest, které Římané do Skotska postavili. Bylo to v letech 79–81, kdy tam vojenskou kampaň vedl římský guvernér Británie, jímž tehdy byl Gnaeus Julius Agricola.
Silnice sloužila k tomu, aby se legie se základnou v Yorku mohly rychle dostat do východního pohraničí a později k východní části Hadriánova valu. Pevnosti podél silnic hájily kohorty pěchoty a jezdectva pomocných oddílů římské armády.

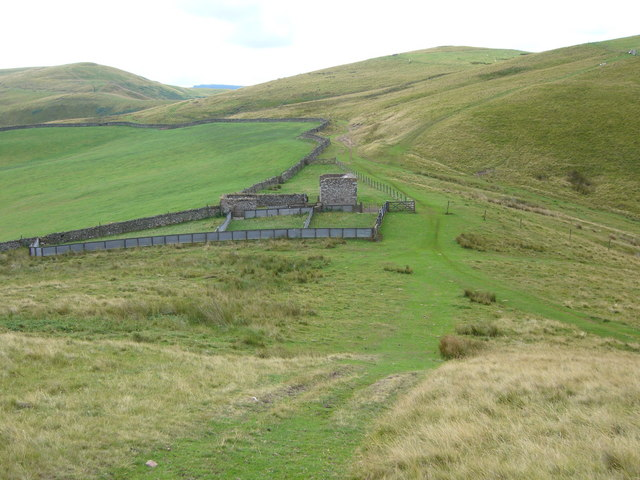
Dere Street v blízkosti skotských hranic

Se silnicí Stanegate se Dere Street křížila ve vesnici Corbridge.
Silnice měla šířku přesahující 7 metrů. Podél trasy se nacházejí malé kamenolomy, odkud pochází štěrk, který používali při její výstavbě.

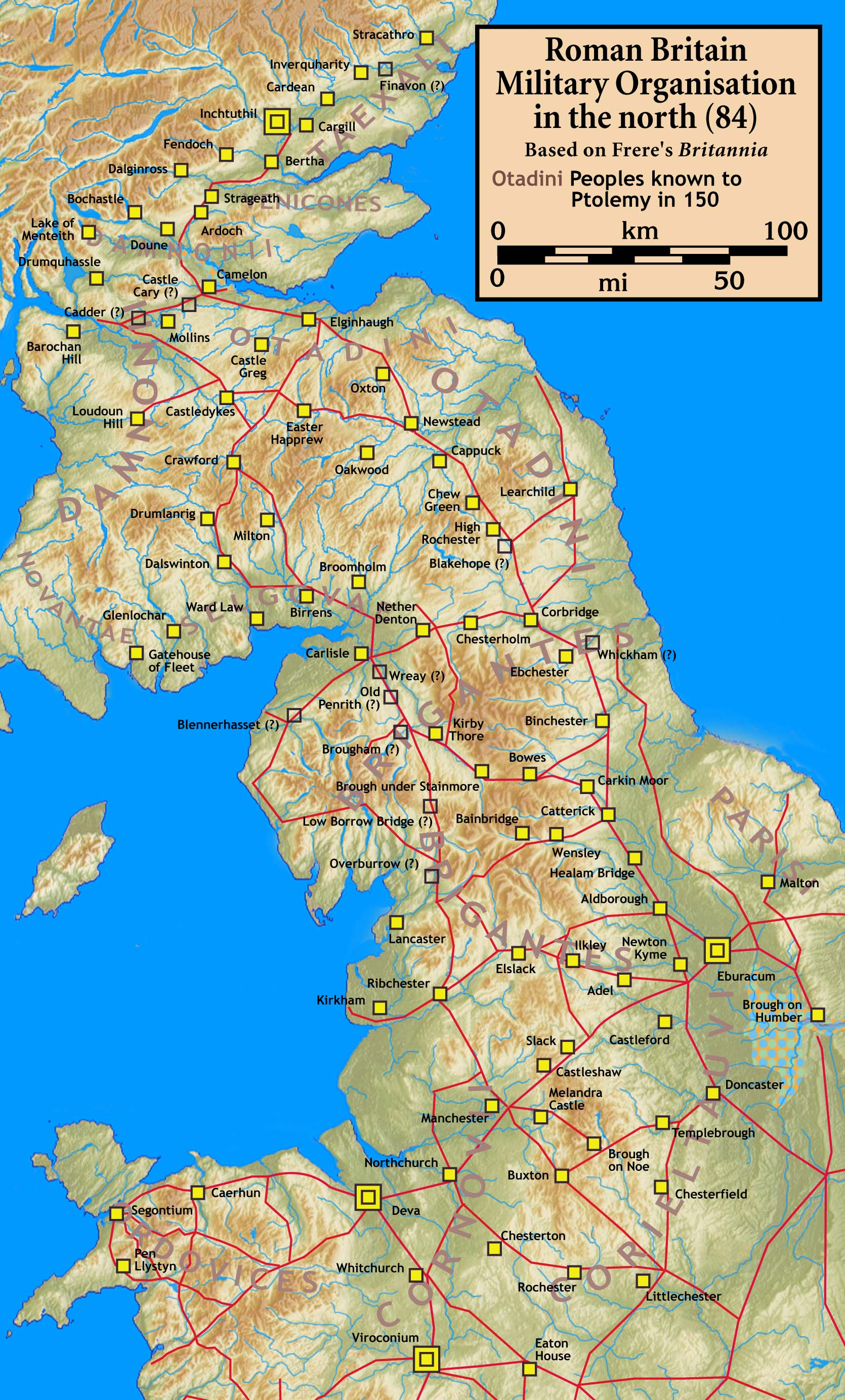
Mapa římského severu v roce 84, včetně Dere Street

Milník nalezený v Inglistonu v Edinburghu svědčí o tom, že silnici znovu používali za římské okupace v letech 138–165, v souvislosti s děním na Antoninově valu. Když se Římané stáhli ze Skotska, stav cesty se zhoršoval, ale sloužila dál.

## Středověk
Užitečná byla také v roce 1298, kdy tudy anglický král Eduard I táhl s vojskem na sever do bitvy u Falkirku, v níž skotské protivníky porazil. V roce 1314 vojsko Eduarda II. pochodovalo po Dere Street do bitvy u Bannockburnu.

## Novověk

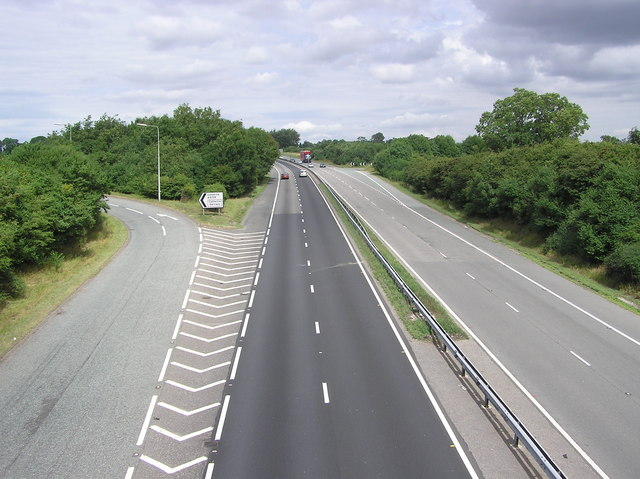
Dere Street v Brompton-on-Swale

Od 17. století důležitost Dere Street ve Skotsku klesala a časem ji nahradily nové silnice, zejména A68.
Na částech její trasy v naší době stále vedou silnice, včetně A1 (jižně od řeky Tees) a A68 (severně od vesnice Corbridge).

## Název

### Původ
Římský název silnice se nedochoval. Její anglické pojmenování se vztahuje k době pozdější, kdy v první části trasy leželo anglosaské království Deira, pravděpodobně nazvané podle yorkshirské řeky Derwent.

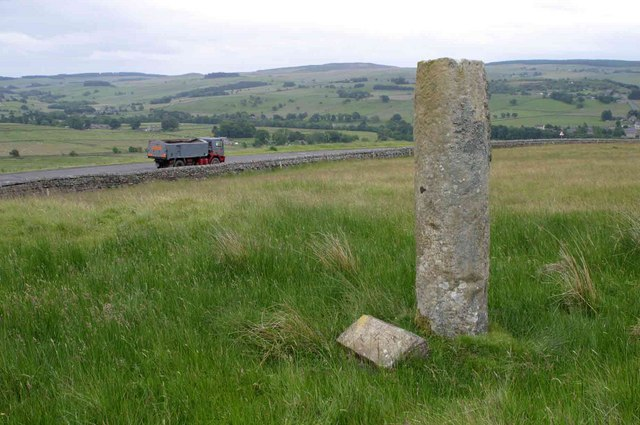
Dvoumetrový milník, Dere Street v pozadí (West Woodburn, Northumberland)

Pokud jde o druhou část názvu, slovo “street” se do staroangličtiny dostalo z latinského via strata, tj. označení kterékoli silnice se zpevněným povrchem. Nebylo tedy primárně spojována s městskými komunikacemi.

### Názvy se silnicí spojené
Části této silnice se ve Skotsku později nazývaly cesta sv. Cuthberta a Královská cesta (ve středověké latině Via Regia).

### "Watling Street"
Někdy se o této silnici píše jako o „Watling Street“ a na některých mapách je tak i označena. To může působit problém, protože si ji lze splést s jinou silnicí: s Watling Street, která na jihu spojovala Dover s Wroxeterem.